# Christoph Meier (Unihockeyspieler)
Christoph Meier (* 14. Mai 1991) ist ein Schweizer Unihockeyspieler. Er steht beim Nationalliga-A-Vertreter Grasshopper Club Zürich unter Vertrag.

## Karriere

### Verein
Meier begann seine Karriere beim Bülach Floorball. Bei Bülach Floorball debütierte er 2007/08 in der Nationalliga B. In seiner ersten Saison absolvierte er 21 Partien, in welchen er jeweils sieben Tore und sieben Assists beisteuerte. In seiner zweiten Saison konnte er sein Score weiter verbessern.
2009 wechselte er zum Grasshopper Club Zürich. Bei den Grasshoppers entwickelte er sich rasch zum Stammspieler und zu einem zuverlässigen Scorer. Ausser 2014/15, wo er wegen einer Verletzung ausfiel, erzielte er im Dress der Stadtzürcher pro Saison immer mehr als 30 Scorerpunkte.
2016 gewann er mit den Grasshoppers die Meisterschaft. Am 25. Februar 2017 gewann er unter Trainer Luan Misini ebenfalls den Schweizer Cup.

### Nationalmannschaft
Zwischen 2007 und 2009 war Meier in der U19-Unihockeynationalmannschaft der Schweiz. Er nahm mit der Schweiz an der Weltmeisterschaft in der Schweiz statt. Im dritten Spiel, gegen Polen gelang ihm in der 37. Minute sein erstes Tor für die U19-Nationalmannschaft.
2011 gab er sein Debüt für die A-Nationalmannschaft an der Euro Floorball Tour in Linköping. Im dritten Spiel dieser Euro Floorball Tour gelang ihm sein erstes Tor für die Schweiz. Das Zuspiel kam von Armin Brunner. Seither zählt er in der Schweizer Nationalmannschaft zu den Leistungsträgern und nahm an den Weltmeisterschaften 2014 und 2016 teil.

## Erfolge
- Schweizer Meister: 2016 und 2022
- Schweizer Cup: 2011, 2014 und 2017